# Tortula calcarea
Tortula calcarea är en bladmossart som beskrevs av Fiorini-mazzanti 1841. Tortula calcarea ingår i släktet tussmossor, och familjen Pottiaceae. Inga underarter finns listade i Catalogue of Life.